# 2002年冬季残疾人奥林匹克运动会保加利亚代表团
2002年冬季残疾人奥林匹克运动会保加利亚代表团是保加利亚派出的2002年冬季残疾人奥林匹克运动会代表团。未获得奖牌。